# كيسي رايت
كيسي رايت (بالإنجليزية: Casey Wright)‏ هي متزحلقة أسترالية، ولدت في 19 ديسمبر 1994 في Alexandra, Victoria ‏ في أستراليا.

## وصلات خارجية
- كيسي رايت على موقع الاتحاد الدولي للتزلج (التزلج الريفي) (الإنجليزية)
- كيسي رايت على موقع أوليمبيديا (الإنجليزية)